# Steve Thompson
Steven Geoffrey Thompson (nato Steven Geoffrey Walters; Hemel Hempstead, 15 luglio 1978) è un rugbista a 15 e allenatore di rugby a 15 britannico, tallonatore, militante nei London Wasps; ha vinto la Coppa del Mondo di rugby nel 2003 con la Nazionale inglese.

## Biografia
Steve Thompson iniziò a giocare a rugby all'età di 15 anni alla Northampton School for Boys, e successivamente entrò alla Northampton Old Scouts; contemporaneamente fu ingaggiato dalle giovanili dei Northampton Saints dove, intorno all'età di 18 anni, subì un'evoluzione tattica che lo portò all'attuale ruolo di tallonatore.
Esordì in prima squadra nella stagione 1998/99 e, nonostante la concorrenza del forte rugbista argentino Federico Méndez, riuscì a trovare un posto stabile in squadra e a guadagnarsi una convocazione nell'Inghilterra “A”.
Il debutto in Nazionale maggiore avvenne il 2 febbraio 2002, nel Sei Nazioni di quell'anno, contro la Scozia. Realizzò la sua prima meta un anno più tardi, nel Sei Nazioni 2003, contro l'Italia a Twickenham. Fece anche parte del tour estivo nell'Emisfero Sud di quell'anno, dal quale l'Inghilterra uscì imbattuta.
Alla successiva Coppa del Mondo in Australia, Thompson fu presente in sei dei sette match, compresa la finale contro i padroni di casa degli Wallabies, battuti 20-17, cosa questa che laureò gli inglesi campioni del mondo.
Dopo la vittoria in Coppa del Mondo, Thompson continuò la sua attività in Nazionale, anche se ebbe un calo di forma nel biennio successivo: si riprese in concomitanza con il tour in Nuova Zelanda dei British Lions, e la sua continuità di rendimento gli fece guadagnare l'inserimento nella rosa del Sei Nazioni 2006. Nel gennaio 2007, durante un incontro di Heineken Cup, riportò un infortunio che, tre mesi dopo, lo indusse ad annunciare un brusco ritiro dall'attività agonistica: Thompson aveva subito un trauma al collo che gli procurava insensibilità a un braccio, e un consulto specialistico aveva ravvisato la necessità di un intervento chirurgico per ridurre il rischio di eventuali danni più gravi.
Dell'estate successiva fu la firma di un contratto di collaborazione con il club francese del Brive: il ruolo di Thompson nel club era quello di talent-scout e consulente tecnico.
Il 22 ottobre 2007 Thompson annunciò, dietro rassicurazione dei medici, di essere in grado di tornare in campo, cosa che fece in un incontro di Heineken Cup il successivo 9 novembre.
Nel 2009 il nuovo selezionatore dell'Inghilterra Martin Johnson richiamò Thompson in Nazionale e, nel 2010, il giocatore tornò in patria al Leeds Carnegie.
In un'intervista al The Guardian dell'8 dicembre 2020, ha reso noto di essere affetto da demenza a insorgenza precoce..

## Palmarès
- Coppe del mondo: 1
Inghilterra: 2003.
- Heineken Cup: 1
Northampton: 1999-2000